# Dicroaspis laevidens
Dicroaspis laevidens är en myrart som först beskrevs av Santschi 1919.  Dicroaspis laevidens ingår i släktet Dicroaspis och familjen myror. Inga underarter finns listade i Catalogue of Life.